# Astelia petriei
Astelia petriei là một loài thực vật có hoa trong họ Asteliaceae. Loài này được Cockayne mô tả khoa học đầu tiên năm 1899.